# رينان موتا
رينان موتا (بالبرتغالية: Renan Mota‏) هو لاعب كرة قدم برازيلي في مركز الهجوم، ولد في 1 أكتوبر 1991 في مارابا في البرازيل. لعب مع نادي إيتوانو ونادي بينابولينيزي ونادي سانتوس ونادي غواراني.

## وصلات خارجية
- رينان موتا على موقع رابطة كرة القدم اليابانية للمحترفين (اليابانية)
- رينان موتا على موقع قاعدة بيانات كرة القدم.إي يو (الإنجليزية)
- رينان موتا على موقع Soccerway.com (الإنجليزية)
- رينان موتا على موقع عالم كرة القدم.نت (الإنجليزية)